# Brad Bellick
Brad Bellick est un personnage fictif dans la série Prison Break. Il est le capitaine des gardiens du pénitencier d'État de  Fox River. Il est joué par Wade Williams.
Brad Bellick est l'un des personnages principaux de la série Prison Break. Il apparaît dans chaque épisode de la première saison en tant que gardien chef de la prison de Fox River.
Bellick semble être un gardien de prison dans l'âme ; toutefois, on apprendra par Fernando Sucre dans l'épisode 10 de la saison 4 qu'il a raté cinq fois l'examen d'entrée à l'école de police lorsqu'il était en poste à Fox River, ce qui restera sa première et seule affectation. Il croit fermement que le but de la prison est de punir et non de réhabiliter, c'est la raison pour laquelle il s'oppose très souvent aux idées du directeur Henry Pope. Néanmoins Pope lui a accordé de plus en plus de responsabilités dans le but d'en faire son successeur après son départ à la retraite. Bellick vit chez sa mère et fréquente assidûment un club de strip-tease. C'est l'un des rares personnages à avoir des contacts avec tous les personnages, aussi bien avec les prisonniers qu'avec les gens de l'extérieur.

## Saison 1
Âgé de 40 ans, le capitaine Bellick est le chef des gardiens de la prison de Fox River. Bellick a un passé de corruption et d'abus des détenus (son nom apparaissait dans un registre du truand Philly Falzone), mais rien n'a pu être vérifié.
Personnage cruel et sans pitié, Bellick tue Marilyn, le chat de Charles Westmoreland, quand celui-ci refuse de lui donner des informations sur la mort d'un gardien durant une émeute.
La nuit de l'évasion de l'équipe menée par Michael Scofield, Bellick découvre le trou creusé par Michael et l'équipe du travail pénitentiaire, durant la première tentative d'évasion. Toutefois, avant qu'il ne puisse prévenir quiconque, il est attaqué, attaché et bâillonné par Westmoreland. Durant cette bousculade, Westmoreland est grièvement blessé par Bellick à l'abdomen (blessure qui lui sera finalement fatale). Lorsque les prisonniers mettent à exécution leur plan, Bellick est ligoté dans les tunnels sous la salle de repos des gardiens et est témoin de l'évasion. Après avoir été retrouvé, Bellick jure qu'il prendra sa revanche sur les fugitifs.

## Saison 2
Bellick continue sa traque des évadés durant toute la nuit ainsi que la journée qui suit. Il est même près de les rattraper mais perd leur trace quand ils traversent des rails de chemin de fer avant le passage d'un train roulant à toute vitesse. En voyant arriver l'agent du FBI Alexander Mahone, Bellick est irrité par la participation de celui-ci dans la chasse à l'homme. Toujours sur la piste de ses détenus, Bellick apprend l'existence d'un entrepôt loué par Michael, avec divers équipements, avant son incarcération. Il rassemble rapidement tous ses hommes pour encercler le hangar, pensant avoir finalement localisé les fuyards. Mais l'entrepôt se révèle être un leurre, permettant ainsi aux évadés d'échapper à Bellick une nouvelle fois.
À la suite de ce fiasco, Bellick est renvoyé de ses fonctions, principalement à cause du témoignage de Roy Geary. Durant une confrontation, Geary, rancunier, raconte que Bellick avait vendu les responsabilités du TP (Travail Pénitentiaire) à John Abruzzi, dont l'équipe était composée uniquement des "huit de Fox River", mettant ainsi directement en cause le rôle de Bellick dans l'évasion.
Désabusé, Bellick retourne chez sa mère et est à deux doigts de se suicider avec son arme de service quand il apprend qu'une prime de 1 000 000 $ sera reversée pour la capture des "huit de Fox River" (300 000 $ pour Lincoln Burrows, 100 000 $ pour chacun des autres).
Peu après, Bellick croise Roy Geary et les deux en viennent aux mains. Après s'être calmés cependant, Bellick parle à Geary de son plan pour récupérer la récompense des fugitifs. Geary convainc Bellick que s'associer les servira tous les deux. Ils utilisent alors leurs contacts à Fox River pour interroger Manche Sanchez, qui avoue finalement à Bellick la dernière confession de Charles Westmoreland au sujet du magot de D. B. Cooper. Bellick et Geary filent alors Nika Volek, qui les amène malgré elle à Michael et Lincoln juste après qu'ils ont fait exploser leur voiture.
Après une course poursuite où Michael, Lincoln et Nika font une sortie de route, les deux compères Bellick et Geary capturent ces derniers et les amènent dans une maison abandonnée avoisinante. Lincoln ayant réussi à crever l'un des pneus de la voiture durant l'action, Geary part dans la ville la plus proche acheter un nouveau pneu tandis que Bellick reste pour surveiller les deux frères et Nika. Cette dernière, jouant de ses charmes, essaie de lui subtiliser son pistolet. Mais elle échoue et, tandis que Bellick la menace, il se rend compte que son couteau a disparu. Lincoln surgit en lui mettant l'arme blanche près du cou. Après que Bellick a été ligoté par les deux frères, Geary revenant avec le nouveau pneu, tombe face à face avec Lincoln pointant une arme sur lui. La menace Bellick et Geary est réglée.
En fin de compte, après avoir réussi à se libérer, les deux hommes se lamentent sur leur sort dans un bar quand ils apprennent par la télévision la prise d'otage à Tooele. Se rendant sur les lieux, ils questionnent les victimes. Avec les informations données par celles-ci, ils soupçonnent à juste titre T-Bag d'avoir pris l'argent. Ils le suivent jusqu'à la maison de son ancienne petite-amie à Tribune, Kansas, où ils le capturent et le torturent pour obtenir le lieu où se cache l'argent. Après qu'ils ont trouvé le magot, Geary attaque Bellick par derrière et, le laissant inconscient sur le sol, s'enfuit avec toute la somme. Une fois dans un hôpital de Wichita (Kansas), Bellick appelle Geary et lui laisse un message plein de haine sur son téléphone portable, lui annonçant son intention de se venger.
Un peu plus tard, T-Bag retrouve la trace de Geary dans un hôtel et le tue en lui fracassant le crâne avec une bouteille de verre. Coïncidence, le corps de Geary est amené au même hôpital que celui où Bellick venait de se faire soigner. La police, en découvrant que Geary et Bellick se connaissaient, lui demande de venir au commissariat pour l'interroger.
Inventant tout d'abord différentes versions pour cacher la véritable raison de sa présence dans cette partie des États-Unis, Bellick avoue finalement la vérité. Malheureusement pour lui, la police ne le croit pas et l'inculpe du meurtre de Geary en se basant principalement sur deux preuves cruciales : la menace laissée par Bellick sur le téléphone de Geary, ainsi que le doigt du cadavre pointant le nom de Bellick sur un ticket de caisse - mise en scène parfaite réalisée par T-Bag pour piéger Bellick. Criant son innocence mais se sentant dans une impasse, Bellick finit par accepter un marché pour éviter la peine capitale : 25 ans de réclusion. Pensant avoir encore assez de poids à Fox River, Bellick demande à purger sa peine dans cette prison, près de chez sa mère.
Malheureusement pour lui, Henry Pope ayant démissionné, plus aucune faveur n'est tolérée par le nouveau directeur. Bellick doit faire son temps au milieu des autres prisonniers. Dès son arrivée, Bellick est en conflit avec d'autres détenus et notamment, Banks. Forcé de lui apporter son dessert, Bellick frappe violemment Banks pour impressionner les autres prisonniers. Cependant, les gardiens de nuit rancuniers envers lui, acceptent de fermer les yeux et d'ouvrir les cellules en pleine nuit pour que Bellick soit passé à tabac. Le lendemain, il est soigné à l'infirmerie par Katie, son visage est particulièrement mal-en-point. Menacé par un autre détenu, Trumpets, Bellick tente d'amadouer l'infirmière pour qu'elle le laisse une nuit de plus à l'abri. Quelques heures plus tard, l'agent Mahone sollicite son aide pour décrypter le message que Michael a laissé sur un enregistrement vidéo à l'intention de Sara Tancredi. Bellick lui donne la solution en échange d'une place en unité protégée à Fox River. Mahone revient de nouveau pour lui annoncer qu'il peut le faire bénéficier d'une libération par l'intermédiaire d'un Habeas Corpus, s'il accepte de l'aider à trouver les fugitifs. Enfin libre, Bellick est fier de faire partie du FBI. Il découvre rapidement où se cache Haywire, qui a tué un homme du Wisconsin dans le précédent épisode. Toutefois, il ne comprend pas encore que l'objectif de Mahone est d'éliminer les fugitifs un par un : « I got you Haywire. What else do you want? » (« Je vous ai trouvé Haywire. Qu'est-ce que vous voulez de plus ? »).
Quelques jours plus tard, Bellick va directement voir Mahone à son bureau, lui réclamant l'argent de la récompense pour la capture d'Haywire. Mahone n'apprécie pas son intrusion et menace de le tuer s'il réitère ce genre de visite. Puis, il le charge de retrouver Fernando Sucre, qui a été aperçu au Mexique. Après avoir appâté Manche avec un transfert dans une prison plus confortable, Bellick obtient des renseignements sur Sucre. Il prend alors un avion pour le Mexique, par coïncidence c'est également le même vol qu'a pris T-Bag.
Il le croise sans le savoir dans l'aéroport, mais ce sera finalement Sucre qu'il trouvera. Menotté, Sucre lui propose de lui indiquer où se trouvent les cinq millions de Westmoreland pour qu'en échange Bellick ne le livre pas aux autorités.
Plus tard, Sucre parvient à lui voler son pistolet et le menace, Bellick montre le crucifix de Maricruz à Sucre et lui annonce qu'il l'a enlevée et séquestrée dans une cachette que lui seul connait. Il lui révèle également qu'elle ne possède de quoi manger que pendant trois semaines. Sucre panique et lui rend son arme.
Bellick accepte et lorsqu'ils croisent Michael, il le menace afin de l'obliger à l'aider. Michael accepte, ainsi chacun aura ce qu'il veut : Michael veut remettre T-Bag en prison, Sucre veut récupérer sa copine et Bellick veut les 5 millions $. Lorsqu'ils localisent T-Bag, ils mettent en place un plan pour se débarrasser des agents fédéraux qui poursuivent T-Bag. Ils le localisent dans un bâtiment désaffecté mais se rendent compte trop tard qu'il s'agit d'un piège. En effet, T-Bag prend la fuite alors que la police arrive et qu'un corps est découvert dans un placard. Sucre et Michael arrivent à s'échapper mais pas Bellick qui se fait tirer dans la jambe par T-Bag. Il est alors arrêté par la police Panaméenne pour meurtre. Quand il est dans le fourgon qui l'emmene en prison, Bellick hurle à Sucre de le sortir de là s'il veut revoir sa copine vivante. Il se retrouve alors dans une prison de commissariat avec T-Bag, mais quand la police vient le chercher, il croit qu'il va être libéré puisque T-Bag a été arrêté. En fait, il est transféré dans une autre prison : Sona où Michael le croisera lors de son incarcération.

## Saison 3
À peine arrivé au pénitencier de Sona, Brad Bellick est passé à tabac (parce qu'il voulait garder son portefeuille) et détroussé de ses vêtements. Durant ses premiers jours, il erre nu et boiteux à la recherche d'eau et de nourriture, ce que les prisonniers ne lui donnent pas. Pourtant, un homme frêle et nu aussi lui vient en aide car lui non plus n'a pas mangé depuis une semaine. Mais cet homme se fera abattre quand il tentera de s'évader. Bellick reçoit ensuite la visite de Fernando Sucre qui est venu lui exiger de lui révéler la cachette dans laquelle Maricruz est enfermée. Pour le motiver, Sucre braque un revolver sur Bellick. En pleurs, Bellick lui révèle qu'il s'était fichu de lui depuis le début et qu'il n'avait jamais mis la main sur Maricruz. Sucre, soulagé, abandonne Bellick derrière les grilles.
Bellick est finalement envoyé pour nettoyer les égouts au sous-sol où il découvre Whistler caché derrière un mur, qui lui donne un peu de viande de rat en échange d'une tâche à accomplir. Bellick accepte et remet un petit bout de papier à chacun des duellistes du jour pour faire passer un message en dehors de la prison en même temps que le cadavre sortira. Il parvient à trouver des vêtements et à se nourrir grâce à Michael en l'aidant à libérer Whistler des égouts.
Par la suite, il tente de se mêler au projet d'évasion de Michael et, voulant encore améliorer ses conditions de détention, il révèle à Lechero que Michael s'évade comme toujours. Lechero ne le croit pas et le brûle avec du café. Il fait ensuite peu parler de lui et évite les problèmes avec les autres détenus car il est démoralisé et affecté par la mort de Sara.
Après avoir refusé de nettoyer le vomi d'un détenu, Bellick sera obligé de se battre contre Octavio mais il gagnera en entourant ses mains de tissus avec de l'acétone pour l'étourdir. Fort de sa popularité, il ira même jusqu'à défier Sammy sur la demande de T-Bag. Au moment de se faire achever lors du combat, il sera sauvé par l'abandon de Sammy qui veut attraper Scofield. Au moment de l'évasion, il se fait piéger par Scofield qui lui donne un faux signal pour commencer l'évasion, ce qui le conduira, avec Lechero et T-Bag à se faire passer à tabac et à retourner à Sona. Bellick est horrifié lorsque T-Bag tue Lechero et prend le contrôle de la prison.

## Saison 4
Bradley et Sucre ont pu s'échapper de Sona grâce à un incendie, et ont regagné les États-Unis. Cependant, ils se font arrêter alors que Sucre tente de voir son enfant à l'hôpital (la sœur de Maricruz avait prévenu les autorités de sa venue). Par la suite, Brad accepte de prendre part à la quête de Scylla dans l'équipe de Scofield sous le contrôle de Don Self, agent de la sécurité intérieure.
Il s'implique autant que possible dans les diverses actions menées par le groupe et se montre digne de confiance. Il refuse ainsi une proposition déloyale de Roland, ou encore sauve la vie de Lincoln lorsque celui est repéré par un agent de la Compagnie au cours d'une cérémonie organisée par la police (cérémonie dans laquelle se sont infiltrés Scofield, Burrows et Mahone pour approcher Lisa Tabak, détentrice de l'une des six cartes). Bellick a poignardé l'homme dans le dos pour que Lincoln l'achève sans trop de difficulté. À la suite de ce meurtre, on peut remarquer que Bellick ne peut pas tuer. D'autre part, il est le premier à refuser d'abandonner Mahone lorsque celui-ci est emprisonné. Enfin, il n'hésite pas à se sacrifier au cours de l'épisode 9 afin que les membres de l'équipe puissent traverser une conduite d'eau potable de L.A, passage obligé sur la route vers Scylla. C'est ainsi que Bellick meurt noyé.
Une fois son corps retrouvé, les membres de l'équipe, et particulièrement Sucre, font pression sur Don Self afin qu'il soit rendu à sa mère, ce dernier ayant manifesté l'intention de le garder caché à la morgue jusqu'à nouvel ordre. Au cours de ce même épisode (10), T-Bag fait allusion, alors visiblement ému, au cours d'une réunion pour l'entreprise Gate, à celui qu'il aurait été prêt à tuer trois saisons auparavant. Au terme de ce volet, Self permet à Scofield et toute la bande de se recueillir une dernière fois sur la dépouille de Brad, sur laquelle Mahone dépose un insigne de police, en référence à l'ambition secrète du gardien d'entrer dans les forces de l'ordre.

## Détails
- Dans la saison 4 on peut voir que son numéro de téléphone est le 310-555-0149

## Ses répliques
La Fin du voyage :
« Bradley Bellick, FBI... Brad Bellick, Federal Bureau of Investigation... Brad Bellick, FBI... Special Agent Brad Bellick, FBI... Hi there, I'm Brad Bellick with the FBI... I'm an agent with the FBI, Brad Bellick... Brad Bellick, I'm with the Bureau. »
(« Bradley Bellick, FBI... Brad Bellick, Bureau Fédéral d'Investigations... Brad Bellick, FBI... Agent spécial Brad Bellick, FBI. Bonjour, mon nom est Brad Bellick, je travaille au FBI. Je suis agent du FBI, Brad Bellick... Brad Bellick. Je bosse pour le bureau. »)
Sacrifice (4x09) :
« Oh, ne le prend pas mal l'intello, mais ce truc est lourd, tu vas avoir besoin de muscles là-bas ! »